# Langerra
Langerra is een geslacht van spinnen uit de familie springspinnen (Salticidae).

## Soorten
De volgende soorten zijn bij het geslacht ingedeeld:
- Langerra longicymbia Song & Chai, 1991
- Langerra oculina Żabka, 1985